# 门德哈
门德哈（西班牙語：Mendeja）是西班牙巴斯克自治区比斯开省的一个市镇。总面积7平方公里，总人口341人（2001年），人口密度49人/平方公里。